# Klokočovnik
Klokočovnik je naselje v Občini Slovenske Konjice.